# Agnes (Roman)
Agnes ist ein 1998 erschienener Roman von Peter Stamm. Erzählt wird der Beginn, die Entwicklung und das Ende einer Liebesgeschichte zwischen einem namentlich nicht genannten Ich-Erzähler und Agnes, einer jüngeren Physikerin. 

## Handlung
Der Roman wird von einem nicht namentlich benannten Ich erzählt. Dieser Erzähler arbeitet als Sachbuchautor und kommt aus der Schweiz, lebt aber für eine Recherche vorübergehend in Chicago. Dort begegnet er der deutlich jüngeren Agnes, die an ihrer Promotion im Fach Physik arbeitet. In den nächsten Wochen kommen die beiden einander näher und werden ein Paar. Er hatte früher Ambitionen Romane zu schreiben. Sie zeigt ihm eine Kurzgeschichte von ihr, die er aber so sehr kritisiert, dass sie die Datei löscht.
Agnes hat die Idee, er könnte eine Geschichte über sie schreiben. Zuerst schreibt er über ihre Vergangenheit und die bisherige Beziehung dann auch über die Zukunft. Sie ist bereit zu tun, was er ihr in seiner Geschichte vorschreibt. Was spielerisch anfängt, wird im Laufe der Zeit immer ernster. Der Ich-Erzähler beginnt in seinen Gedanken Realität und Fiktion zu vermischen. Seine Zukunftspläne werden durchkreuzt, als Agnes ihm erzählt, dass sie schwanger sei. Er reagiert schroff und verlässt die gemeinsame Wohnung. Agnes zieht aus. Er trifft sich mit einer anderen Frau, Louise, muss aber immerzu an Agnes und das gemeinsame Kind denken und ersinnt ein gemeinsames Leben als Familie.
Tatsächlich erleidet Agnes eine Fehlgeburt. Sie zieht wieder bei ihm ein und gemeinsam spinnen sie die Geschichte um das ungeborene Kind fort, bis Agnes sogar anfängt Babysachen zu kaufen. Sie ist psychisch stark angeschlagen. Am Silvesterabend fährt er zu einer Party bei Louise und Agnes bleibt krank zurück. Er schläft zum ersten Mal mit Louise, bevor er angetrunken zu Agnes zurückkehrt. Doch Agnes ist fort. Auf dem Computer ist das Ende, das er für Agnes Geschichte geschrieben hat, ihr aber nicht zeigen wollte. Er beschreibt darin, wie sie in die Kälte hinausgeht und sich bis zum Erfrieren in den Schnee legt.

## Thematik und Metaphorik
Der in 36 kurze Kapitel gegliederte Roman behandelt – häufig in symbolischer oder metaphorischer Form – die Themen von Liebe und Selbstliebe (der Erzähler, Agnes und das Kind), von Leben und Tod (Symmetrie und Asymmetrie), Verantwortung, Fürsorge und Freiheit (der Pullman-Streik) und das Verhältnis zwischen Nähe und Fremdheit. Die Beziehung des nicht mehr ganz jungen Erzählers zur 25-jährigen Agnes wird in einem nüchternen und lakonisch-distanzierten Stil erzählt.
In den Figuren des Erzählers und Agnes’ werden unterschiedliche Haltungen und Weltanschauungen deutlich, die von einer Textur des Scheiterns bestimmt sind: Die Dialoge kommen wiederholt auf den Tod und seine Formen zurück, die Figur der Seltsamkeit oder Fremdheit des anderen, die sich mit der Dauer der Beziehung steigert, wird fast zwei Dutzend Mal verwendet. Es treten an den prominenten Positionen des Anfangs und Endes die Bilder der leeren Ebene und der Wanderung auf und werden die ganze Erzählung hindurch variiert, zum Beispiel als Aufgeben einer Siedlung infolge ökonomischer Zwänge, als Umherstreifen nach einem Streit – und dominant als Beschäftigung des Erzählers mit Luxuseisenbahnwagen, die die Trennung und das Reisen als Thema in den Figurenhorizont hereinholt: Die Figuren trennen sich nicht nur, sondern reflektieren es auch allegorisch.

## Erzählstrategien
Die Erzählung wird von strategischen Entscheidungen bestimmt, die mehrere Bauformen aus dem narrativen Werkzeugkasten kombinieren:
Eine erste Erzählstrategie wird durch den Typ des Anfangs in medias res festgelegt: Indem die ersten beiden Sätze nicht nur das Ende vorwegnehmen („Agnes ist tot.“), sondern auch die Basiserklärung liefern („Eine Geschichte hat sie getötet.“), ist die Konstruktion der Erzählung nicht mehr ergebnisoffen, sondern läuft teleologisch auf den genannten Endpunkt zu. Die Ereignisse werden kausal und chronologisch diesem Ziel untergeordnet und der durch 36 kurze Kapitel interpunktierte Ereignisverlauf legt eine Zwangsläufigkeit nahe, die zunächst dunkel bleibt: „Die Geschichte wird immer enger, wie ein Trichter“, kommentiert der namentlich nicht genannte Ich-Erzähler eine kurze literarische Skizze von Agnes – und benennt damit zugleich das dominierende narrative Prinzip seiner eigenen Rahmenerzählung.
Eine zweite Strategie ist die Ausrichtung des Figurenhandelns an einem Verhaltensmuster oder Skript, welches letztlich das Scheitern ihrer  Beziehung bewirkt. Agnes’ Angst vor dem Verlust ihrer Freiheit ist auch die Angst des Ich-Erzählers vor dem Verlust seiner Freiheit – und je mehr sich die beiden Figuren aneinander binden, desto stärker werden notwendig die zentrifugalen Kräfte. Der Ich-Erzähler weiß, „dass es unmöglich war, unzumutbar für Agnes, unerträglich für mich.“ Beide Hauptfiguren handeln auf der Basis ihrer inneren, psychologischen Konfigurationen und weil diese Skripte sich so ähnlich  sind, sind sie nicht kompatibel. Sie scheitern an dieser Symmetrie von Anziehung und Abstoßung, denn „es ist die Asymmetrie, die das Leben überhaupt erst ermöglicht“, wie Agnes doppeldeutig über ihr Forschungsthema und über die Erzählung bemerkt, in der sie selbst eine Figur ist. Indem sie sich in ihrer Dissertation mit der Symmetrie unterschiedlicher Arten von Kristallen beschäftigt (wieder eine ‚Erzählung in der Erzählung), projiziert der Autor seine Erzählstrategie in einer wiederum ironischen Volte als wissenschaftliches Thema in die Figurenwelt.
In einer dritten Strategie lässt der Autor sein Spiel mit Handlungsdeterminanten von den Figuren selbst spielen: Wie der Ich-Erzähler schon mit dem Trichter-Vergleich die Teleologie der Erzählung benennt, so imaginiert der Autor beide Figuren stellvertretend auch als Skript-Gestalter, in deren literarischen Projekten er sich spiegelt. Mit diesen Binnenerzählungen bewegt sich das Gedankenexperiment auf zwei Ebenen gleichzeitig.

## Literarische Bezüge
Der Roman Agnes kann mit einer Vielzahl von Motiven aus anderen literarischen Werken in Verbindung gebracht werden, darunter: Der Versuch die echte Agnes, der gleichnamigen Figur in der vom Erzähler geschriebenen Geschichte nachzuempfinden erinnert an den BildhauerPygmalion, dessen Skulptur lebendig wird aus Ovids Metamorphosen. Dieser Stoff war auch Grundlage für George Bernard Shaws Pygmalion und das darauf basierende Musical My Fair Lady. Der Erzähler plant scheinbar Agnes Suizid im Schnee. Das erinnert an Franz Kafkas Das Urteil. Die Methode des Erfrierens im Schnee hingegen an Robert Walsers Roman Geschwister Tanner und den Tod des Autors selbst.

## Stamm zur Interpretation vonAgnes
Peter Stamm lehnt es ab, Interpretationshilfen zu liefern: 
„Zur Interpretation von «Agnes» kann und will ich mich nicht äußern. Sie ist nicht Aufgabe des Autors. (…) Ich denke, das beste Verständnis liefert eine genaue und unvoreingenommene Lektüre des Textes. Er bietet viele Interpretationsmöglichkeiten, keine davon ist richtig, falsch sind allenfalls jene, die an den Haaren herbeigezogen oder schlecht begründet sind oder die für sich in Anspruch nehmen, die einzig richtigen zu sein. Es gibt für das Buch keine Lösung wie für ein Kreuzworträtsel. Nicht einmal die Frage, ob Agnes am Ende des Buches tot ist oder lebt, lässt sich eindeutig beantworten. Weder von mir noch von Ihnen. Das soll Sie nicht daran hindern, darüber nachzudenken. 
In jeder Interpretation steckt viel vom Interpretierenden. Es liegt auf der Hand, dass Männer ein Buch anders lesen als Frauen, Sechzehnjährige anders als Sechzigjährige. Schön wäre es, wenn diese unterschiedlichen Lesarten zu konstruktiven Diskussionen führen, die weit über die Geschichte von «Agnes» hinausführen“.

## Rezeption
Der Roman gehörte zusammen mit dem Drama Dantons Tod von Georg Büchner und dem Roman Homo Faber von Max Frisch zu den Pflichtlektüren für das Abitur 2013–2018 an beruflichen, sowie für das Abitur 2014–2018 an allgemeinbildenden Gymnasien in Baden-Württemberg.

## Verfilmung
Die Verfilmung des Romans mit dem Titel Agnes kam am 2. Juni 2016 in die Kinos. In den Hauptrollen sind Odine Johne als Agnes und Stephan Kampwirth als der Ich-Erzähler, der im Film Walter heißt.

## Ausgaben
- Agnes. Roman. Arche, Zürich 1998, ISBN 3-7160-2245-4.
- Agnes. Roman. München: Goldmann 2000. Goldmann Taschenbuch (btb 72550). ISBN 3-442-72550-X
- Agnes. Roman. Fischer, Frankfurt am Main 2009. Fischer Taschenbuch. ISBN 978-3-596-17912-1
- Peter Stamm: Agnes. Fischer Taschenbuch Verlag, Frankfurt a. M. 2012, S. 153.
- Agnes. Hörbuch, Sprecher: Christian Brückner. 3 CDs. Parlando, Berlin 2016. ISBN 978-3-941004-83-2